# 塞尔赖因山谷格里斯
塞尔赖因山谷格里斯是奥地利蒂罗尔州因斯布鲁克兰县的一个市镇。总面积22.62平方公里，总人口583人，人口密度25.8人/平方公里（2011年）。